# 품질 보증
품질 보증(品質保證, quality assurance)은 일정한 효율과 품질이 보장되어야 하는 활동 또는 제품에 대하여 보증을 부여하기 위하여 필요한 증거를 제공하는 것을 이른다.

## 소프트웨어
소프트웨어에서의 품질 보증은 소프트웨어나 게임이 출시되기전 요구하는 품질에 충분히 만족하는지를 테스트하는 소프트웨어 테스트의 일종이다.

#### 게임QA의 기본요소
게임QA의 기본요소로써는 테스트하는 게임에 있는 버그나 실행도중 발생할 수 있는 모든문제들을 찾아내는 것이다. 간단히 얘기하자면 "알파 테스트를 실행할 수 있다"라는 것을 보증해주는 업무이다.
예를 들어 게임의 레밸 디자인이나 게임의 아이템의 밸런스와 능력치의 정도 혹은 게임속 몬스터의 공격패턴과 난이도등을 분석하여 발생할 수 있는 문제점을 미리 발견하여 출시전 관련 개발자들에게 알려주는 방식이다.
QA는 PC게임, 비디오 게임 콘솔을 가리지 않고 이루어지며 게임의 개발정도에 따라 시간이 길어진다 게임에서의 QA는 빠져서는 안될 중요한 업무이다.

## 같이 보기
- 모범 사례
- 데이터 무결성
- 품질 관리 시스템
- 소프트웨어 테스트
- 검사와 타당성 검증